# Sauris melanosterna
Sauris melanosterna là một loài bướm đêm trong họ Geometridae.